# Abell 1689
Abell 1689 — скупчення галактик у сузір'ї Діви за 2,459 мільярди світлових років (754 Мпк) від Землі. Це одне з найбільших і найбільш масивне з відомих скупчень галактик є гравітаційною лінзою, що викривлює світло галактик, розташованих за ним.
Скупчення містить 160 000 кулястих скупчень, це найбільша популяція з коли-небудь знайдених.
Є докази, що у скупченні активно відбувається злиття галактик. Виявлено газ із температурою, що перевищує 100 мільйонів градусів. Надзвичайно велика маса цього скупчення робить його корисним для вивчення темної матерії й гравітаційного лінзування.
Одна з гравітаційно-лінзованих галактик, A1689-zD1, на момент відкриття в лютому 2008 року була найвіддаленішою зі спостережуваних.

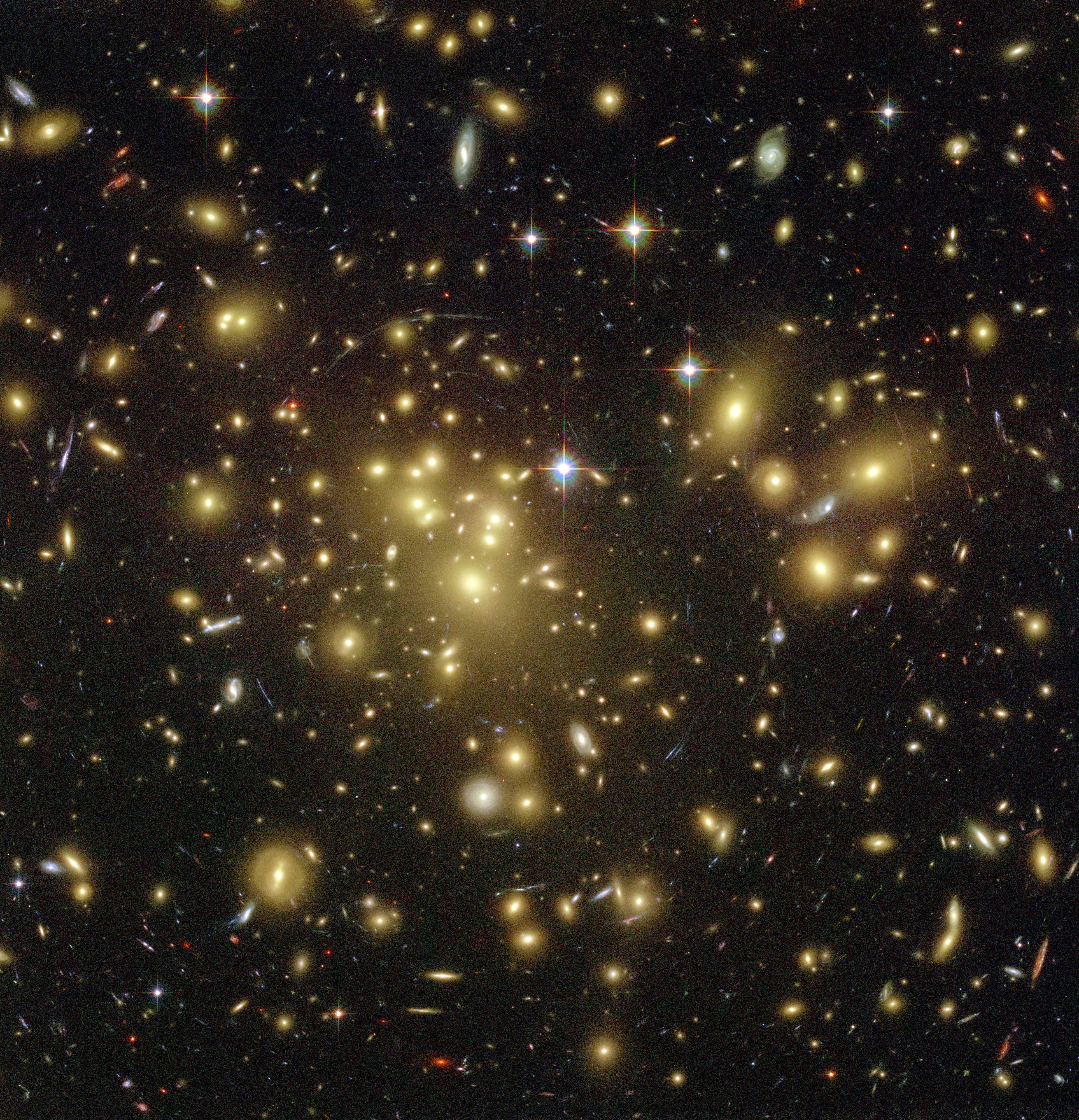
Жовті галактики належать скупченню. Червоні та блакитні — гравітаційно-лінзовані позаду нього.
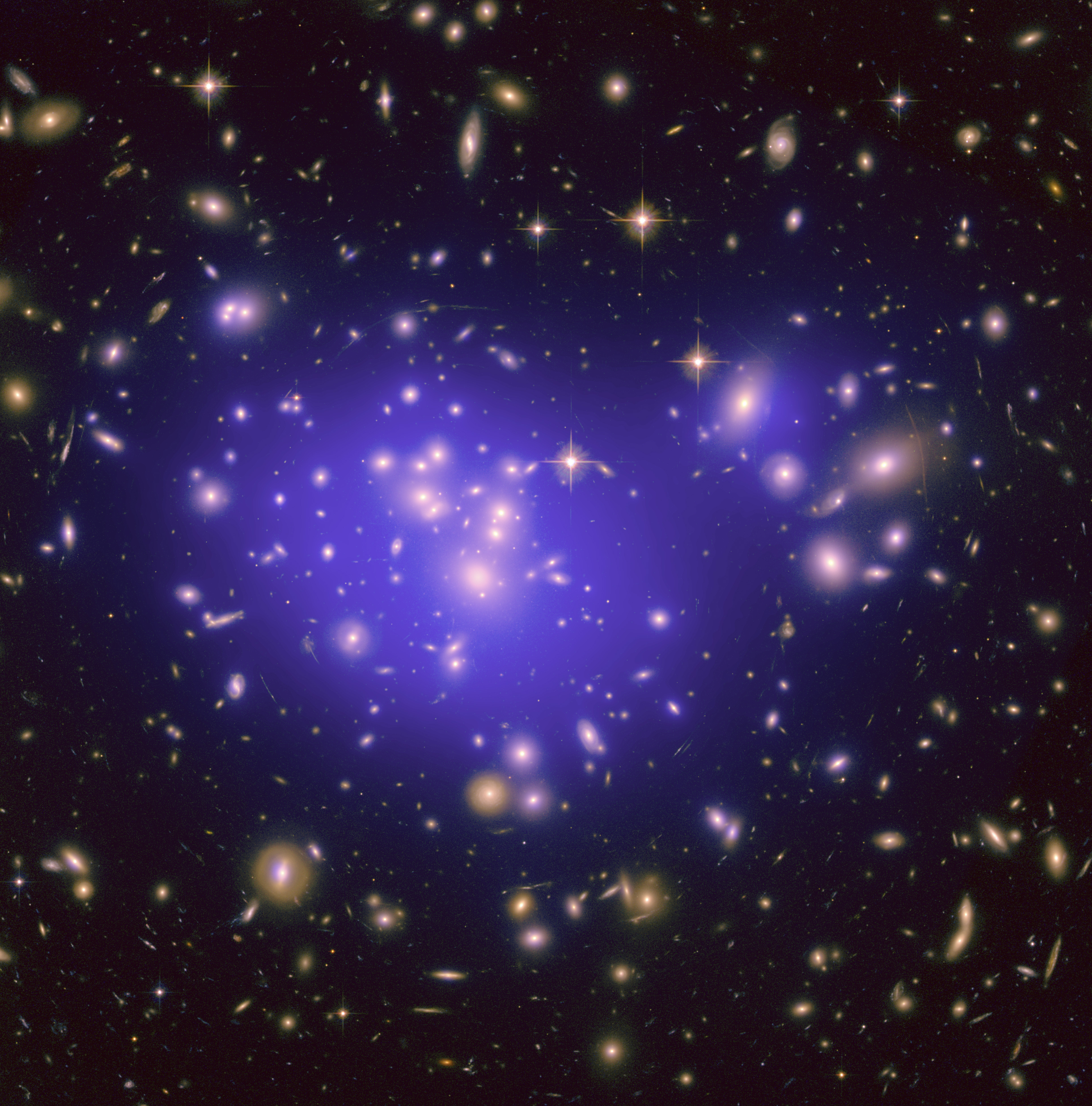
Карта мас Abell 1689.
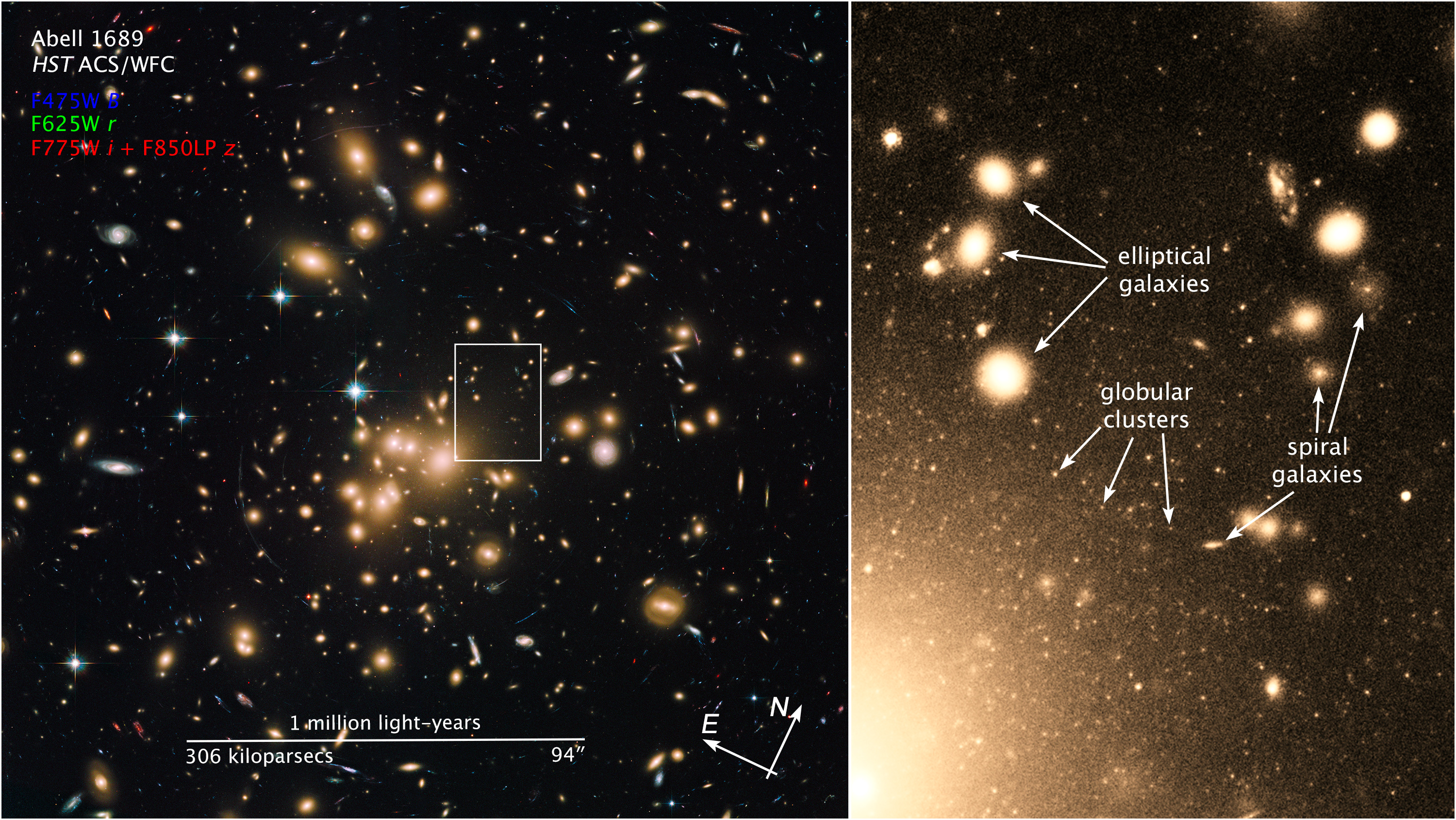
Кулясті скупчення в Abell 1689.